# 滝谷川橋
滝谷川橋（たきやかわはし）は、福島県河沼郡柳津町にある道路橋である。

## 概要
- 全長：149.1 m
  - 主径間：73.8 m[1]
- 幅員：6.5（11.0）m
- 型式：2径間PC連続ラーメン箱桁橋
- 開通：2006年（平成18年）8月4日[2]
- 施工：ピーエス三菱・会津工建社共同企業体[3]

一級河川阿賀野川水系只見川支流滝谷川の河口付近を渡り、国道252号を通す。現在の橋は国道の松倉拡幅事業に伴い旧橋梁から架け替えられたもので、2006年（平成18年）8月4日に滝谷川橋工区（全長560.0 m）として開通した。総工費は14億8300万円。ダム上流に位置するために水深が深く、橋脚基礎工事にはニューマチックケーソン工法が採用された。

## 沿革
- 1953年6月：旧橋梁が開通する。
  - 全長：121.0 m
    - 主径間：68.4 m

  - 幅員：6.0 m
  - 型式：単径間鋼下路式ランガー桁橋 + 3径間鋼連続鈑桁橋
  - 施工：高田機工[6]
- 2006年（平成18年）8月4日：現在の橋梁が開通。これに伴い旧橋梁は撤去された。